# روکا دآراتزو
روکا دآراتزو (به ایتالیایی: Rocca d'Arazzo) یک کومونه در ایتالیا است که در استان آسته واقع شده‌است. روکا دآراتزو ۱۲٫۶ کیلومتر مربع مساحت و ۹۵۴ نفر جمعیت دارد و ۱۹۵ متر بالاتر از سطح دریا واقع شده‌است.